# Юнус Емре Конак
Юну́с Емре́ Кона́к (тур. Yunus Emre Konak; нар. 10 січня 2006, Батман) — турецький футболіст, півзахисник англійського клубу «Брентфорд».

## Клубна кар'єра

### «Сівасспор»
Виступав за молодіжні команди «Батман Тюпрашспор», «1955 Батман Беледієспор» і «Сівасспор». В березні 2023 року підписав свій перший професіональний контракт з клубом «Сівасспор». 18 серпня 2023 року дебютував за основний склад «Сівасспора» в матчі турецької Суперліги проти клубу «Самсунспор». В жовтні 2023 року англійська газета The Guardian назвала його одним з 60-ти найкращих футболістів світу 2006 року народження. За першу половину сезону 2023–24 провів за «Сівасспор» 17 матчів, у яких зробив одну результативну передачу.

### «Брентфорд»
11 січня 2024 року перейшов в клуб англійської Прем'єр-ліги «Брентфорд», уклавши п'ятирічний контракт. Також контракт має опцію продовження ще на один рік, а сумма трансферу склала 4,5 млн євро.
28 серпня 2024 року дебютував за «Брентфорд» у матчі Кубка ліги проти клубу «Колчестер Юнайтед», замінивши Френка Оньєку. 21 вересня в поєдинку проти клубу «Тоттенгем Готспур» дебютував у Прем'єр-лізі, вийшовши на заміну Міккелю Дамсгору.

## Кар'єра в збірній
Виступав за збірні Туреччини до 18 і до 21 року.

## Статистика виступів
Станом на 1 травня 2025 
| Клуб              | Сезон             | Чемпіонат         | Чемпіонат | Чемпіонат | Кубок | Кубок | Кубок ліги | Кубок ліги | Єврокубки | Єврокубки | Інші  | Інші | Всього | Всього |
| Клуб              | Сезон             | Дивізіон          | Матчі     | Голи      | Матчі | Голи  | Матчі      | Голи       | Матчі     | Голи      | Матчі | Голи | Матчі  | Голи   |
| ----------------- | ----------------- | ----------------- | --------- | --------- | ----- | ----- | ---------- | ---------- | --------- | --------- | ----- | ---- | ------ | ------ |
| Сівасспор         | 2023–24           | Суперліга         | 17        | 0         | 0     | 0     | 0          | 0          | 0         | 0         | 0     | 0    | 17     | 0      |
| Брентфорд         | 2023–24           | Прем'єр-ліга      | 0         | 0         | 0     | 0     | 0          | 0          | 0         | 0         | 0     | 0    | 0      | 0      |
| Брентфорд         | 2024–25           | Прем'єр-ліга      | 9         | 0         | 0     | 0     | 2          | 0          | 0         | 0         | 0     | 0    | 11     | 0      |
| Брентфорд         | Всього            | Всього            | 9         | 0         | 0     | 0     | 2          | 0          | 0         | 0         | 0     | 0    | 11     | 0      |
| Всього за кар'єру | Всього за кар'єру | Всього за кар'єру | 26        | 0         | 0     | 0     | 2          | 0          | 0         | 0         | 0     | 0    | 28     | 0      |